# Team NetApp/2011

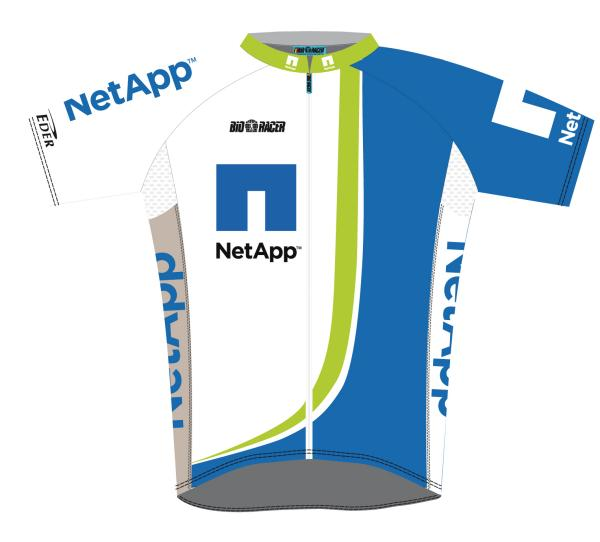
Truitje NetApp 2011

Deze pagina geeft een overzicht van de Team NetApp-wielerploeg in 2011.

## Algemene gegevens
Sponsors: NetApp
Algemeen manager: Ralph Denk
Ploegleider: Jens Heppner, Enrico Poitschke
Classificatie : Professional Continental Team
Fietsmerk: Simplon
Land: Duitsland

## Transfers
| Inkomend          | Team 2010                    | Uitgaand       | Team 2011                    |
| ----------------- | ---------------------------- | -------------- | ---------------------------- |
| Steven Cozza      | Garmin-Transitions           | Huub Duyn      | Donckers Koffie-Jelly Belly  |
| Bartosz Huzarski  | ISD-Neri                     | Alex Meenhorst | Continental Team Differdange |
| Michael Bär       | Atlas Personal               | Bastien Delrot | Team WorldofBike.Gr          |
| Jesús del Nero    | Centro Ciclismo de Loulé     | Tassilo Fricke | Thüringer Energie Team       |
| Robert Retschke   | Continental Team Differdange |                |                              |
| David Hesselbarth | Heizomat                     |                |                              |
| Leopold König     | PSK Whirlpool-Author         |                |                              |
| Daryl Impey       | MTN Qhubeka                  |                |                              |

## Renners
| Naam                      | Geboortedatum | Nationaliteit    | Ploeg 2010                   |
| ------------------------- | ------------- | ---------------- | ---------------------------- |
| Michaël Baer              | 12-03-1988    | Zwitserland      | Atlas Personal               |
| Jan Barta                 | 07-12-1984    | Tsjechië         |                              |
| Eric Baumann              | 21-03-1980    | Duitsland        |                              |
| Cesare Benedetti          | 03-08-1987    | Italië           |                              |
| Dimitri Claeys            | 18-06-1987    | België           |                              |
| Steven Cozza              | 03-03-1985    | Verenigde Staten | Garmin-Transitions           |
| Jesús del Nero            | 16-03-1982    | Spanje           | Centro Ciclismo de Loulé     |
| Andreas Dietziker         | 15-10-1982    | Zwitserland      |                              |
| Alexander Gottfried       | 05-07-1985    | Duitsland        |                              |
| David Hesselbarth         | 04-06-1988    | Duitsland        | Heizomat                     |
| Bartosz Huzarski          | 27-10-1980    | Polen            | ISD-Neri                     |
| Daryl Impey (vanaf 10/05) | 06-04-1984    | Zuid-Afrika      | MTN Qhubeka (tot 10/05/11)   |
| Blaž Jarc (stage 1/08)    | 17-10-1988    | Slovenië         |                              |
| Leopold König             | 15-11-1987    | Tsjechië         | PSK Whirlpool-Author         |
| Robert Retschke           | 17-12-1980    | Duitsland        | Continental Team Differdange |
| Andreas Schillinger       | 13-07-1983    | Duitsland        |                              |
| Daniel Schorn             | 21-10-1988    | Oostenrijk       |                              |
| Michael Schwarzmann       | 07-01-1991    | Duitsland        |                              |
| Timon Seubert             | 23-04-1987    | Duitsland        |                              |

## Overwinningen
| Tour of Gallipoli Proloog: Blaž Jarc | Ronde van Marokko 7e etappe: Daryl Impey | NK wielrennen Zuid-Afrika - individuele tijdrit: Daryl Impey |

2010 · 2011 · 2012 · 2013 · 2014 · 2015 · 2016 · 2017 · 2018 · 2019 · 2020 · 2021 · 2022 · 2023 · 2024 · 2025